# Спасский переулок (Санкт-Петербург)
Спа́сский переулок — переулок в Адмиралтейском районе Санкт-Петербурга. Проходит от набережной канала Грибоедова до Сенной площади.

## История
Улица возникла во второй половине XVIII века.
Первоначальное название Спасская улица известно с 1769 года, дано в связи с тем, что проезд вёл к церкви Спаса-на-Сенной. Параллельно существовали названия 1-й Спасский переулок, Спасский переулок, Рогачёв переулок (по фамилии домовладельца генерал-майора И. С. Рогачёва).
6 октября 1923 года переименован в улицу Рабочего Петра Алексеева, в честь П. А. Алексеева, революционера-народовольца. Параллельно появляется вариант улица Петра Алексеева. 13 января 1998 года возвращено историческое название Спасский переулок.

## Достопримечательности
- Дом № 4 — дом А. Н. Успенской, первое здание относится к сер. XVIII в., надстроено в 1899 г. под руководством гр. инж. Н. Ф. Прокоповича, расширено в 1913 г. по проекту К. В. Маковского[2].  7830885000
- Дом № 10 — дом Ц. А. Кавоса (А. И. Суслова), первое здание относится к сер. XVIII в., было расширено и надстроено в 1858—1860 гг. по проекту арх. Ц. А. Кавоса, повторно надстроено в 1911 под руководством гражд. инж. С. М. Белякова[2].  7830886000
- Дом № 11 — дом Дехтерева, начало XIX века.  781710971250005